# Њугрејнџ (Ирска)
Њугрејнџ (ир. Sí an Bhrú, енгл. Newgrange) је праисторијски споменик се налази у округу Даблин, на источној страни Ирске, око један километар северно од Реке Боине. Саграђена је око 3200. п. н. е., током неолитског периода. Не зна се поуздано које је била његова намена, али је извесно да је имао неки облик религијског значаја јер је усклађен са кретањем сунца. Споменик има сличности са другим неолитских грађевинама широм западне Европе из тог доба, међу којима је најпознатији Стоунхенџ.
Њугрејнџ је више хиљада година био затрпан и скривен под земљом. Тек у 17 веку, почињу археолошка ископавања и истраживања. Данас, је популарно туристичко место, и сматра се једним од најважнијих објеката мегалитске Европе.

### Архитектура
Њугрејнџ првенствено обухвата велики насип, грађен од наизменичних слојева земље и камена, са травом која расте на врху и реконструисаном фасадом од белог кварца. Хумка је 76 м широка и преко 12 м висока, и обухвата 0,4 хектара земљишта. На хумци је озидан пролаз, коме се може приступити улазом на југоисточној страни споменика. Пролаз за простире на 18.95 метара. На крају пролаза су три мале коморе. Свака од мањих комора има велики раван камен „басен“, на коме су се првобитно депоновале кости мртвих. Зидови овог одељка су сачињени од великих камених плоча, двадесет и две који су на западној страни двадесет и једне на истоку. Све се у просеку од 1,5 метара високе. Неколико плоча су украшене резбаријом.

### Уметност
Њугрејнџ садржи различите примере Апстрактне уметности. Неолитска пећинска уметност овде се испољава у разним облицима ррезбарија. Ове резбарије сврстане су десет категорија, од којих су пет криволинијски (кругови, спирале, лукови, елипсе и тачкасти кругови) и других пет који су праволинијски облици.

## Историја
Комплекс Њугрејнџ је првобитно изграђен између 3100. и 2900. п. н. е., односно, пре око 5.000 година. Више од пет стотина година старији је од Велике пирамиде у Гизи у Египат, а од Стоунхенџа за око хиљаду година, као и од старогрчке Микенске културе. Геолошка анализа указује да је велики део грађевинског материјала који је коришћен за изградњу Њугрејнџа био пореклом из приморских предела, највероватније на североистоку. Блокови су могуће транспортовани од мора, реком Боин.